# Íñigo de Oña
San Íñigo, de origen mozárabe, nació en Calatayud en los primeros años del siglo XI (tradicionalmente se acepta el año 1000). Desde su juventud se retiró al monasterio de San Juan de la Peña. Después de ordenado sacerdote se escondió en las montañas de su tierra, en Tobed, para vivir como anacoreta. Sin embargo, al parecer fue descubierto por sus extraordinarias virtudes y sus milagros. El mismo Sancho III el Mayor de Navarra fue a buscarlo para que se convirtiera en abad del Monasterio de Oña (Burgos), que rigió hasta su muerte el 1 de junio de 1068.
Fue consejero de Sancho III el Mayor de Pamplona y confesor de su hijo, el rey Don García Sánchez III de Pamplona, a quién atendió en sus últimos momentos al morir en la Batalla de Atapuerca.
Es autor de Observaciones singulares en la aritmética y Sistemas astrológicos sobre la natividad de algunos príncipes y de varias personas conocidas.